# Новоілецьк
Новоіле́цьк (рос. Новоилецк) — село у складі Соль-Ілецького міського округу Оренбурзької області, Росія.

## Населення
Населення — 862 особи (2010; 1089 у 2002).
Національний склад (станом на 2002 рік):
- татари — 43 %
- росіяни — 30 %
- казахи — 26 %